# Fegato di zolfo
Il cosiddetto fegato di zolfo è una miscela di solfuro di potassio K2S e di polisolfuro di potassio K2S3, che si presenta in forma di pietruzze color giallo-verdastro.

## Preparazione
Il modo più semplice per prepararlo è far reagire a secco una parte di polvere di fiori di zolfo con due parti di carbonato di potassio in un crogiolo, riscaldando fino alla fusione e poi lasciando raffreddare la massa ottenuta.

## Usi
Il fegato di zolfo viene usato per imbrunire i metalli come il rame e l'argento, e dare loro una patina "antica" che li faccia apparire ossidati.
È molto usato anche in fotografia chimica per preparare il bagno di viraggio color seppia per le foto in bianco e nero, perché reagendo con il bromuro o il cloruro d'argento forma il solfuro d'argento che ha un caratteristico colore marrone-seppia.
Per l'uso viene sciolto in acqua formando una soluzione di colore giallo-verdastro.

## Caratteristiche
Il fegato di zolfo è molto igroscopico e va conservato in contenitori ermetici. È fortemente tossico, corrosivo e pericoloso per l'ambiente.